# 木呂子敏彦
木呂子 敏彦（きろこ としひこ、男性、1914年（大正3年） - 2004年（平成16年））は、農業家・教育者・アイヌ史研究家・編集者。館林藩の自由民権運動家・木呂子退蔵の孫。

## 経歴
- 1914年、中川郡川合村（現池田町）に生まれる。
- 1926年、庁立帯広中学校（現北海道帯広柏葉高等学校）に入学。
- 1933年、牧野信之助編集長の下、新撰北海道史の編集の手伝いをする。その際に、姻戚関係でもある高倉新一郎・柳田國男といった著名人と交流を深める。
- 1935年、十勝農業学校研究所助手に就任。
- 1936年4月、北海道庁学務部学務課社会教育主事補任官並補職に就任。同年五月、昭和天皇行幸事務取扱を務める。
- 1938年東京駿河台佐藤新興生活館編集部に入社。ここで、高村光太郎・羽仁もと子と知り合う。特に、高村光太郎との交流は深く、彼から宮沢賢治を教えてもらい、直後に宮沢賢治の会、通称イーハトーヴの会員になる。後に賢治の会北海道代表に就任する。
- 1941年8月、シベリア出兵の召集により、シベリアに向かう。
- 1945年、陸軍中尉に就任。同年8月、日本敗戦。と、同時にソ連軍上陸軍大使に就任。同年9月、抑留生活が始まる。二年間抑留生活を過ごす。
- 1948年、北海道教育委員会選挙当選。2年後に再選し、二期満了の1956年まで、北海道教育委員会を務める。ここで、北海道教育委員会委員長として、当時のユースホステル運動に、北海道青年団体協議会の事務局長であった吉川英一と共に協会創設のため尽力することになる。後に、1955年には、直営第一号として、北海道千歳市の支笏湖畔に支笏湖ユースホステルが、オープンする。
- 1954年、北斗ゆかりの人々とともに「違星北斗の会」を結成する。違星北斗の資料の収集と顕彰を行う。記念碑の建設の実現に力を尽した。他には、NHKのラジオ放送の光を掲げた人にて、自分の尊敬するアイヌ人の違星北斗を取り上げるように、NHK札幌放送局部長に頼みこみ尽力した。そして、アイヌ人で初、全国放送で、偉人として違星北斗が紹介された。後に、下村湖人などがら、激励の手紙をもらう。
- 1955年、北海道農業自立推進協議会常任理事に就任。
- 1960年、帯広市役所経済厚生部長に就任。
- 1971年、帯広市助役に就任。3年後退任。任期中 帯広市工業団地計画により、当時の松下電工の丹羽正治社長と学生時代にボランティア活動を通じていたのもあり、松下電工の誘致に尽力し、誘致に成功する。
- 1975年、キロコ地域研究所を創設、ならびに旭川大学地域研究所研究員に就任。同年、帯広中央公園に宮沢賢治の童話「虔十公園林」の一節の文学碑を建てる際に貢献する。
- 1998年、帯広畜産大学非常勤講師に就任。

## 著書
- 『木呂子敏彦著作集　鳥の眼・みみずの目』
- 『還らぬ岬の防人たち』
- 『福本日南先生略年譜』
- 『万葉僧仙覚と猿尾氏　試稿』